# Vladislav Larin
Vladislav Vladímirovich Larin –en ruso, Владислав Владимирович Ларин– (Petrozavodsk, 7 de octubre de 1995) es un deportista ruso que compite en taekwondo.
Participó en los Juegos Olímpicos de Tokio 2020, obteniendo una medalla de oro en la categoría de +80 kg. En los Juegos Europeos de Bakú 2015 consiguió una medalla de plata en la categoría de +80 kg.
Ganó tres medallas en el Campeonato Mundial de Taekwondo entre los años 2015 y 2019, y tres medallas en el Campeonato Europeo de Taekwondo entre los años 2016 y 2021.

## Palmarés internacional
| Juegos Olímpicos   | Juegos Olímpicos         | Juegos Olímpicos  | Juegos Olímpicos |
| Año                | Lugar                    | Medalla           | Categoría        |
| ------------------ | ------------------------ | ----------------- | ---------------- |
| 2020               | Tokio (Japón)            | Medalla de oro    | +80 kg           |
| Campeonato Mundial |                          |                   |                  |
| Año                | Lugar                    | Medalla           | Categoría        |
| 2015               | Cheliábinsk (Rusia)      | Medalla de bronce | –87 kg           |
| 2017               | Muju (Corea del Sur)     | Medalla de plata  | –87 kg           |
| 2019               | Mánchester (Reino Unido) | Medalla de oro    | –87 kg           |
| Juegos Europeos    |                          |                   |                  |
| Año                | Lugar                    | Medalla           | Categoría        |
| 2015               | Bakú (Azerbaiyán)        | Medalla de plata  | +80 kg           |
| Campeonato Europeo |                          |                   |                  |
| Año                | Lugar                    | Medalla           | Categoría        |
| 2016               | Montreux (Suiza)         | Medalla de oro    | –87 kg           |
| 2018               | Kazán (Rusia)            | Medalla de oro    | –87 kg           |
| 2021               | Sofía (Bulgaria)         | Medalla de plata  | +87 kg           |